# Efstrat Billa
Efstrat Billa (Valona, 13 giugno 1980) è un allenatore di calcio ed ex calciatore albanese, di ruolo portiere.

## Carriera

### Nazionale
Ha collezionato 2 presenze con la nazionale albanese.

## Statistiche

### Presenze e reti nei club
Statistiche aggiornate al 14 ottobre 2007.
| Stagione                 | Squadra                  | Campionato               | Campionato | Campionato | Coppa nazionale | Coppa nazionale | Coppa nazionale | Coppe europee | Coppe europee | Coppe europee | Altre coppe | Altre coppe | Altre coppe | Totale | Totale |
| Stagione                 | Squadra                  | Comp                     | Pres       | Reti       | Comp            | Pres            | Reti            | Comp          | Pres          | Reti          | Comp        | Pres        | Reti        | Pres   | Reti   |
| ------------------------ | ------------------------ | ------------------------ | ---------- | ---------- | --------------- | --------------- | --------------- | ------------- | ------------- | ------------- | ----------- | ----------- | ----------- | ------ | ------ |
| 1997-1998                | Flamurtari Valona        | KP                       | 9          | 0          | CA              | 0               | 0               | -             | -             | -             | -           | -           | -           | 9      | -0+    |
| 1998-1999                | Flamurtari Valona        | KS                       | 0          | 0          | CA              | 0               | 0               | -             | -             | -             | -           | -           | -           | 0      | 0      |
| 1999-2000                | Flamurtari Valona        | KS                       | 10         | 0          | CA              | 0               | 0               | -             | -             | -             | -           | -           | -           | 10     | -0+    |
| 2000-2001                | Flamurtari Valona        | KS                       | 17         | 0          | CA              | 0               | 0               | -             | -             | -             | -           | -           | -           | 17     | -0+    |
| 2001-2002                | Flamurtari Valona        | KS                       | 20         | 0          | CA              | 0               | 0               | -             | -             | -             | -           | -           | -           | 20     | -0+    |
| 2002-2003                | Flamurtari Valona        | KS                       | 25         | 0          | CA              | 0               | 0               | -             | -             | -             | -           | -           | -           | 25     | -0+    |
| 2003-2004                | Atromītos                | BE                       | 8          | -13        | CG              | 2               | -5              | -             | -             | -             | -           | -           | -           | 10     | -18    |
| lug.-ago. 2004           | Partizani Tirana         | KS                       | 2          | -?         | CA              | 0               | 0               | CU            | 2             | -6            | SA          | 1           | 0           | 5      | -6+    |
| 2004-gen. 2005           | Egnatia                  | KS                       | 7          | 0          | CA              | 0               | 0               | -             | -             | -             | -           | -           | -           | 7      | -0+    |
| gen.-giu. 2005           | Shkumbini                | KS                       | 20         | 0          | CA              | 0               | 0               | -             | -             | -             | -           | -           | -           | 20     | -0+    |
| 2005-gen. 2006           | Egnatia                  | KP                       | 0          | 0          | CA              | 0               | 0               | -             | -             | -             | -           | -           | -           | 0+     | -0+    |
| Totale Egnatia           | Totale Egnatia           | Totale Egnatia           | 7+         | -0+        |                 | 0               | 0               |               | -             | -             |             | -           | -           | 7+     | -0+    |
| gen.-giu. 2006           | Akratītos                | AE                       | 4          | -9         | CG              | 0               | 0               | -             | -             | -             | -           | -           | -           | 4      | -9     |
| 2006-2007                | Flamurtari Valona        | KS                       | 1          | -2         | CA              | 0               | 0               | -             | -             | -             | -           | -           | -           | 1      | -2     |
| Totale Flamurtari Valona | Totale Flamurtari Valona | Totale Flamurtari Valona | 82         | -2+        |                 | 0               | 0               |               | 11            | -16           |             | -           | -           | 11+    | -16+   |
| 2007-2008                | Skënderbeu               | KS                       | 8          | -21        | CA              | 0               | 0               | -             | -             | -             | -           | -           | -           | 8      | -21    |
| 2008-2009                | Skënderbeu               | KP                       | 0          | 0          | CA              | 0               | 0               | -             | -             | -             | -           | -           | -           | 0+     | -0+    |
| Totale Skënderbeu        | Totale Skënderbeu        | Totale Skënderbeu        | 8+         | -21+       |                 | 0               | 0               |               | -             | -             |             | -           | -           | 8+     | -21+   |
| Totale carriera          | Totale carriera          | Totale carriera          | 131+       | -45+       |                 | 2               | -5              |               | 2             | -6            |             | 1           | 0           | 136+   | -56+   |